# Сибірський федеральний округ
Сибі́рський федера́льний о́круг (рос. Сиби́рский федера́льный о́круг) — один з федеральних округів Російської Федерації. Площа — 5 114 800 км², що становить 30,0 % від загальної території РФ. Населення — 19 292 740 (2014). Адміністративний центр округу — місто Новосибірськ.

## Склад
1. Республіка Алтай
2. Алтайський край
3. Іркутська область
4. Кемеровська область
5. Красноярський край
6. Новосибірська область
7. Омська область
8. Томська область
9. Республіка Тива
10. Республіка Хакасія

Мапа Сибірського федерального округу

До 2018 року до складу округу входили Бурятія та Забайкальський край, проте указом президента Росії від 3 листопада 2018 року їх було включено до складу Далекосхідного федерального округу.

## Населення і національний склад
За даними всеросійського перепису населення 2002 року в Сибірському федеральному окрузі проживає 20 млн 062 тис. 938 осіб, що становить 13,82 % від всього населення Росії.
Великі міста: Новосибірськ, Омськ, Красноярськ, Іркутськ, Барнаул, Новокузнецьк, Кемерово, Томськ; всього у федеральному окрузі налічувалося 132 міста.

### Національний склад
| Національність | Чисельність, осіб | % від загальної чисельності |
| Росіяни        | 17 530 949        | 87,38                       |
| Буряти         | 427 721           | 2,13                        |
| Українці       | 373 075           | 1,86                        |
| Німці          | 308 727           | 1,54                        |
| Татари         | 252 587           | 1,26                        |
| Тувинці        | 239 929           | 1,2                         |
| Казахи         | 123 914           | 0,62                        |
| Білоруси       | 82 437            | 0,41                        |
| Хакаси         | 73 130            | 0,36                        |
| Алтайці        | 65 910            | 0,33                        |
| -------------- | ----------------- | --------------------------- |

## Економіка
Зосереджені: 85 % загальноросійських запасів свинцю і платини, 80 % вугілля і молібдену, 71 % нікелю, 69 % мідь, 44 % срібло, 40 % золото.
Валовий регіональний продукт становить 11,4 % ВВП Росії. Частка в загальній протяжності залізниць Росії — 17,5 %.

## Представник президента РФ
- Анатолій Квашнін (від 2004)